# Area metropolitana di Denver

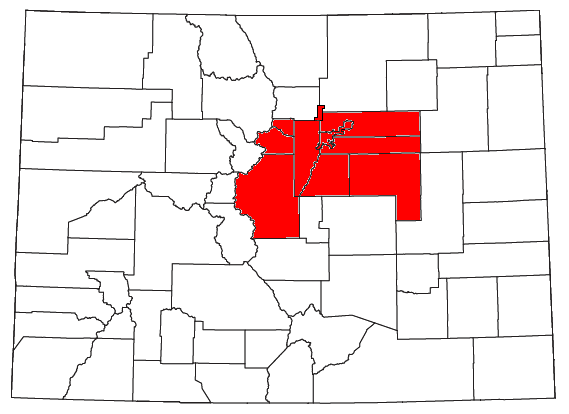
Posizione dell'area metropolitana di Denver

L'area metropolitana di Denver è un'area metropolitana nello Stato federato del Colorado, inclusa nella regione denominata "Front Range Urban Corridor".
L'area metropolitana è composta da dieci contee: la Contea di Adams, la Contea di Arapahoe, la Contea di Broomfield, la Contea di Clear Creek, la Contea di Denver, la Contea di Douglas, la Contea di Elbert, la Contea di Gilpin, la Contea di Jefferson e la Contea di Park.
Secondo lo "United States Census Bureau", agenzia governativa degli Stati Uniti addetta ai censimenti, nel 2018 la popolazione dell'area metropolitana era stimata in 2.932.415 abitanti.

## Distribuzione della popolazione per contee

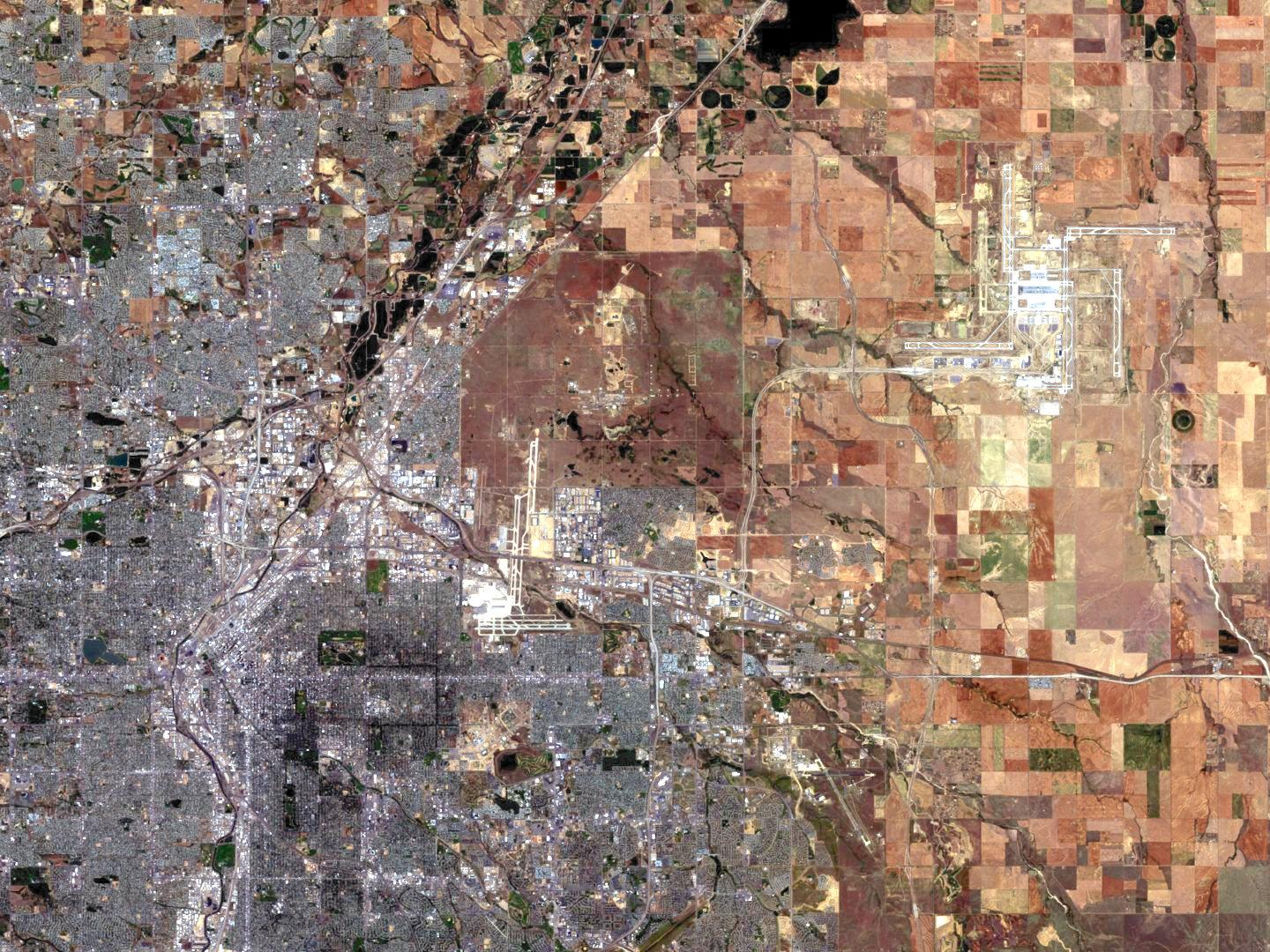
Immagine da satellite dell'area.

| Contea                | Capoluogo    | Popolazione (2010) |
| Contea di Adams       | Brighton     | 441.603            |
| Contea di Arapahoe    | Littleton    | 572.003            |
| Contea di Broomfield  | Broomfield   | 55.889             |
| Contea di Clear Creek | Georgetown   | 9.088              |
| Contea di Denver      | Denver       | 600.158            |
| Contea di Douglas     | Castle Rock  | 285.465            |
| Contea di Elbert      | Kiowa        | 23.086             |
| Contea di Gilpin      | Central City | 5.441              |
| Contea di Jefferson   | Golden       | 534.543            |
| Contea di Park        | Fairplay     | 16.206             |
| --------------------- | ------------ | ------------------ |